# Abraxas albispatiata
Abraxas albispatiata là một loài bướm đêm trong họ Geometridae.